# Jane Child (album)
Jane Child är ett musikalbum från 1989 av den amerikanska Pop-trion Jane Child.

## Låtlista
1. Welcome To The Real World - 5:00
2. I Got News For You - 4:37
3. Don't Let It Get To You - 4:11
4. Don't Wanna Fall In Love - 4:07
5. You're My Religion Now - 5:41
6. Hey Mr. Jones - 6:54
7. Biology - 6:14
8. DS 21 - 4:30
9. World Lullabye - 3:10
10. Thank You - 2:11